# Руах
Остров Руах (фр. L’île de Ruach) — вымышленный остров, описанный в «Четвёртой книге героических деяний и речений доблестного Пантагрюэля» (главы XLIII—XLIV) сатирического романа «Гаргантюа и Пантагрюэль» французского писателя-гуманиста XVI века Франсуа Рабле.      

## В романе
Согласно сюжету Пантагрюэль и его друзья отправляются в морское путешествие к оракулу Божественной Бутылки, чтобы выяснить стоит ли Панургу жениться. Флот пантагрюэлистов посещает множество местностей. После острова Колбас, в описании которого, по мнению комментаторов, угадывается критика крайностей кальвинизма, друзья побывали на острове Руах: согласно комментарию Рабле название Ruach восходит к др.-евр. רוח‬ — ветер, дух. Отличительной чертой населения «Острова ветров» было то, что они ничего не ели и не пили, кроме ветра: «более необычайного уклада и образа жизни, чем у местных жителей, я нигде ещё не встречал» (Глава XLIII. «О том, как Пантагрюэль высадился на острове Руах»). Вместо домов там используют флюгеры. Бедняки применяют для добычи пищи веера, а богатые — ветряные мельницы. Когда руахцы проводят пиршество, то они размещаются под одной или двумя мельницами. «Во время трапезы толкуют о добротности, преимуществах, пользе, редкостности того или иного ветра, так же как вы, кутилы, за пиршественным столом рассуждаете о свойствах различных вин. Кто хвалит сирокко, кто — беш, кто — гарбин, кто — борей, кто — зефир, кто — норд-ост и так далее. А кто — колыхание сорочки, столь сильно действующее на любезников и влюблённых. Ветрогонам дают ветрогонные средства».
Медицина также основана на использовании сил ветра. Так, все встречающиеся на острове болезни лечатся сильными потоками воздуха, а в самых тяжёлых случаях прибегают к крайнему средству — глотку ветра, который был подарен Эолом царю Итаки Одиссею. Этот целебный ветер помещён в сосуд, хранящийся с таким почётом, словно это Святой Грааль. Во время наступления смерти островитяне пускают ветер: причём мужчины делают это громче женщин. «Все здесь умирают от водянки и от тимпанита, мужчины — пукая, женщины — портя воздух. Следственно — дух они испускают через задний проход». Философ Михаил Бахтин отнёс этот эпизод к числу танатологических, трактуемых Рабле в духе смеховой культуры, как соединение «рядов» испражнений со смертью. В целом, относительно обычаев населения «Острова Ветров», исследователь писал о взаимосвязи с ключевыми для романа рядами еды, телесности. Относительно испускания духа через задний проход Бахтин писал, что не единичный подобный физиологический эпизод у Рабле можно отнести к «теме Мальбрука» (см. «Мальбрук в поход собрался»), то есть в «снижении» акта смерти и личности умирающего. В качестве примера из мировой литературы Бахтин сослался на сатирический памфлет римского философа, писателя Сенеки «Отыквление», где император Клавдий умирает именно во время дефекации.
Бахтин также останавливался на эпизоде с великаном Бренгнарилем, который прибегал к лечению от несварения желудка на острове Руах глотая ветряные мельницы — основную его пищу (Глава XLIV. «О том, как сильные ветры стихают от мелких дождей»). По совету врачей островитяне стали «подкладывать в мельницы изрядное количество петухов и кур. В первый раз он чуть-чуть не сдох: они там у него распелись, разлетались внутри живота, и от этого у него сделались сердечная слабость, боли в сердце и такие страшные, мучительные корчи, словно в желудок к нему заползла через рот змея». Так как и это не помогло, то попытались применить клистир из зерна, но на него тотчас же набросились «куры, за ними уйма гусят, а на них напустились лисицы. Тогда великан принял пилюли, составленные из борзых и гончих собак». Пантагрюэль успокоил островитян сказав, что великан умер. По наблюдению Бахтина, если в случае очистки желудка Пантагрюэля (книга IV, глава XVII) Рабле задействовал понятия из географического и анатомического мира, то в описаниях «лечения» великана это бытовой и сельскохозяйственный мир. Кроме того, попытки врачевания Бренгнариля пересекаются с обычаями руахцев, связанных с рядом испражнений, рядом еды и с рядом смерти. Литературовед Леонид Пинский рассматривал линию великана, «Глотателя Мельниц», как относящуюся к особому способу достижения комического, забавного у французского гуманиста. В данном примере, как и в ряде других, эффект достигается путём соединения «далёкого» при описании «микрокосма» человеческого тела. В этом проявляются физиологические наклонности Рабле как выдающегося медика. Анализируя описание организма великана и схожих сцен, Пинский писал, что в большинстве случаев имеет место «комизм взаимопереходов ужасающего и ничтожного».
Филолог, историк литературы Александр Веселовский находил в изображении порядков на острове отклик на межконфессиональную вражду: так, католики и кальвинисты обрушивались на писателя-гуманиста «с равной злобой; его личному религиозному чувству претил формализм, принижавший значение божественного слова перед буквой и боровшийся за букву яростно, до забвения человечности. Рабле тотчас познакомит нас с результатом этой борьбы, наперёд заведя своих путников на баснословный остров Ruach, где жители питаются одним ветром». Писатель Анатоль Франс не советовал углубляться в теоретические построения истолкования аллегорий четвёртой книги: «Воздержимся, однако, приписывать слишком символический смысл похождениям полководцев Колбасореза и Сосисокромса, королевы колбас Нифлесет, жителей острова Руах, живущих одним только ветром, и великана Бренгнарийля, того самого, что питался ветряными мельницами и умер, подавившись куском свежего масла, которое он по предписанию врачей ел у самого устья жарко пылавшей печки».

## В астрономии
В честь острова в 1991 году названа равнина Руах (Ruach Planitia), расположенная на спутнике Тритон планеты Нептун.    